# István Lichteneckert
István György Lichteneckert (født 17. august 1892 i Subotica, død 10. november 1929 i Budapest) var en ungarsk fægter, som deltog i OL 1924 i Paris.

## Fægtekarriere
Lichteneckert begyndte at fægte som 18-årig i hjembyen Subotica, mens han gik i gymnasiet. Da han i 1910 flyttede til Budapest, fortsatte han med sin sport i Magyar Atlétikai Club (MAC). Han vandt flere fine sejre i 1912, men første verdenskrig satte en stopper for fægtningen. Han genoptog først sin sport i 1920, og han blev snart regnet som en af landets bedste fleuretfægtere. Han blev ungarsk mester i denne disciplin i 1923 og blev derpå udtaget til OL 1924 i Paris. Her var han med på det ungarske hold, der med andenpladser i indledende runde, i kvartfinalen og i semifinalen kom i finalen. Her tabte ungarerne klart til hjemmebanefavoritterne fra Frankrig samt knebent til Belgien. Da det fjerde hold i finalen, Italien, trak sig i protest mod en afgørelse i deres kamp mod Frankrig, fik ungarerne derfor bronze, mens Frankrig fik guld og Belgien sølv. Ungarns hold bestod ud over Lichteneckert af Ödön Tersztyánszky, Zoltán Schenker, Sándor Pósta og László Berti.
Lichteneckert måtte på grund af dårligt helbred indstille sin fægtekarriere, men han deltog dog i OL 1928 i Amsterdam, hvor han var jurypræsident i sabelkonkurrencen.

## Øvrige liv
Lichteneckert studerede medicin i Budapest og blev senere cheflæge ved Rokus-hospitalet. Under første verdenskrig blev han alvorligt såret, hvilket var med til at udsætte hans fægtekarriere. Han døde som 37-årig af komplikationer som følge af sine krigsskader i lungerne.
István Lichteneckerts storebror, András, var også fægter og skulle have deltaget i OL 1908, men stillede ikke til start. Til gengæld var jurymedlem i flere af konkurrencerne ved OL 1932 i Los Angeles.